# Людвіг фон Пройшен
Барон Людвіг Франц Едмунд фон Пройшен фон унд цу Лібенштайн (нім. Ludwig Franz Edmund Freiherr von Preuschen von und zu Liebenstein; 19 червня 1875, Бад-Швальбах — 13 грудня 1964, Кобленц) — німецький офіцер, доктор права, штандартенфюрер СС і оберстлейтенант вермахту. Кавалер ордена Pour le Mérite.

## Біографія
Представник давнього гессенського роду. Син судді, президента гессенського ландтагу барона Августа фон Пройшена і його дружини Катаріни, уродженої Альтгоф. 7 березня 1896 року вступив в 21-й баденський гренадерський полк «Імператор Вільгельм I» №110. Учасник Першої світової війни, командир кулеметної роти, потім — батальйону свого полку. Після війни демобілізований і вступив на цивільну державну службу. З 1 лютого 1920 по 8 травня 1945 року — член урядової президії Кобленца. З 1 червня 1934 по 8 травня 1945 року — земельний радник лісового району Монтабаур урядової області Вісбадена. Окрім цього, Пройшен був урядовим радником 1-го відділу оберпрезидії Рейнської провінції. Член НСДАП (квиток №517 092). 20 квітня 1938 року вступив в СС (посвідчення №293 079) і зарахований в штаб оберабшніту СС «Рейн-Вестмарк».

## Звання
- Другий лейтенант (7 березня 1896)
- Оберлейтенант (20 березня 1906)
- Гауптман (1 жовтня 1912)
- Майор (20 вересня 1918)
- Урядовий радник (грудень 1919)
- Судовий засідатель (18 листопада 1932)
- Оберштурмбаннфюрер СС (20 квітня 1938)
- Оберстлейтенант у відставці (27 серпня 1939)
- Штандартенфюрер СС (20 квітня 1943)

## Нагороди
- Столітня медаль
- Хрест «За вислугу років» (Баден) 1-го класу (25 років)
- Залізний хрест 2-го і 1-го класу
- Орден Церінгенського лева, лицарський хрест 2-го класу з дубовим листям і мечами (1 жовтня 1914)
- Орден Військових заслуг Карла Фрідріха, лицарський хрест (23 липня 1915)
- Королівський орден дому Гогенцоллернів, лицарський хрест з мечами (20 листопада 1917)
- Хрест Вільгельма
- Нагрудний знак «За поранення» в чорному
- Pour le Mérite (17 червня 1918)
- Почесний хрест ветерана війни з мечами
- Хрест Воєнних заслуг 2-го і 1-го класу з мечами
- Медаль «За вислугу років у НСДАП» в бронзі (10 років)